# Philip Arthur Fisher
Philip Arthur Fisher (ur. 8 września 1907, zm. 11 marca 2004) – amerykański inwestor giełdowy, najbardziej znany jako autor książki Zwykłe Akcje Niezwykłe Zyski, poradnika inwestycyjnego, którego nakład jest stale wznawiany od 1958 roku. Fisher studiował na Uniwersytecie Stanford. Jego firma zarządzająca pieniędzmi, Fisher & Co. została założona w 1931 r.
Philip Fisher uważany jest za pioniera na polu inwestowania we wzrost. Morning Star określiło go jako jednego z największych inwestorów wszech czasów. W Akcjach zwykłych i niezwykłych zyskach Fisher stwierdził, że najlepszy czas na sprzedaż akcji to "prawie nigdy". Jego najsłynniejszą inwestycją było kupno Motoroli, firmy którą nabył w 1955 roku, kiedy była jeszcze producentem radioodbiorników. Posiadał jej akcje aż do śmierci.
Jego syn, Kenneth L. Fisher także założył firmę inwestycyjną. Najbardziej znanym adeptem spuścizny po Fisherze jest multimiliarder, Warren Buffett, który stwierdził, że "jest w 85% Grahamem, a w 15% Fisherem".

## Książki
- Common Stocks and Uncommon Profits (ISBN 0-471-11927-X), Harper & Bros., 1958
- Paths to Wealth through Common Stocks, Prentice-Hall, Inc., 1960
- Conservative Investors Sleep Well, Harper & Row, 1975
- Developing an Investment Philosophy (Monograph), The Financial Analysts Research Foundation, 1980